# Călmățuiu de Sus
Călmăţuiu de Sus é uma comuna romena localizada no distrito de Teleorman, na região de Muntênia. A comuna possui uma área de 57.17 km² e sua população era de 2401 habitantes segundo o censo de 2007.